# Bassella
Bassella är en kommun i Spanien.   Den ligger i provinsen Província de Lleida och regionen Katalonien, i den nordöstra delen av landet, 400 km öster om huvudstaden Madrid. Antalet invånare är 246. Arean är 70 kvadratkilometer. Bassella gränsar till Peramola, Oliana, Odèn, Castellar de la Ribera, Pinell de Solsonès, Vilanova de l'Aguda, Tiurana och La Baronia de Rialb. 
Terrängen i Bassella är huvudsakligen kuperad, men åt sydost är den platt.